# مونتموریونیت
مونتموریونیت  (به انگلیسی: Montmorillonite) با فرمول شیمیایی {(Al 1.67 Mg 0.33)[(OH)2 - Si4O10] 0.33-}.Na 0.33(H2O)4 از مجموعه کانی هاست و کانیهای مشابه: ایلیت، کائولینیت و هالویزیت که توسط اشعه X و عکس العمل‌های شیمیایی قابل تفکیک می‌باشند. سنگهایی که از تبدیل توفهای ولکانیکی وترکیبات مونتموریونیت حاصل می‌شوندبنام بنتونیت معروفند که در چک اسلواکی، روسیه، آمریکاوغیره یافت می‌شوند. از نام محل Montmorillon در فرانسه گرفته شده‌است. ناپایدار- محلول در اسیدها - درآب زیاد و حجیم می‌شود - با آب مقطر تمیز می‌شود. متمایل به آبی رنگ اثر خط:سفید برای اولین بار در فرانسه (مون موریون) کشف شد و از نظر شکل بلور: فلسی فقط در میکروسکوپ، رنگ: سفید- خاکستری - زرد - متمایل به قهوه‌ای - متمایل به سبز - صورتی -، شفافیت: غیر شفاف، جلا: مات، رخ: کامل - مطابق باسطح، سیستم تبلور: مونوکلینیک و در رده‌بندی سیلیکات است و منشأ تشکیل آن ثانوی - سازنده اصلی رس‌ها است.
همایند کانی‌شناسی (پارانژ) آن ایلیت - کائولینیت - هالویزیت- ایلیت- کائولینیت- هالویزیت- کوارتز است
کاربرد آن: در صنایع سرامیک - داروسازی - صنایع نفت - صنایع کائوچو، از نظر ژیزمان متراکم - توده‌ای - تجمع خاکی وغبارآلود بسیار فراوان است و بیشتر در فرانسه (مون موریون)، آلمان، روسیه و آمریکا یافت می‌شود.